# Mの黙示録
『Mの黙示録』（エムのもくしろく）は、2000年4月2日から2004年9月28日までテレビ朝日で放送されていた音楽番組。放送時間は月曜（日曜深夜）0:30 - 1:00→水曜（火曜深夜）0:51 - 1:21。
音楽評論家である富澤一誠が音楽について語っていた深夜番組。富澤が体調不良の週には、つんく♂（シャ乱Q）や松井康真（当時テレビ朝日アナウンサー）などが代理を務めた。

## 出演者
- 清原久美子（2000年4月3日 - 2001年3月26日）
- 清原久美子、ミカ（ココナッツ娘。）（2001年4月2日 - 2001年10月1日）
- 中澤裕子、松浦亜弥（2001年10月8日 - 2003年9月30日）
- 中澤裕子、道重さゆみ（2003年10月7日 - 2004年9月28日）

## 関連書籍
- ミリオンセラーは教えてくれる Mの黙示録（2002年9月、富澤一誠、PHP研究所、ISBN 4-569-62407-3）